# 건강영향평가
건강영향평가(Health Impact Assessment, HIA)는 정책, 계획, 프로그램 또는 프로젝트가 인구집단건강과 인구집단의 건강에 영향을 미치는 요인에 어떠한 영향을 끼치는지 판단하는 도구, 절차, 방법 또는 그 조합들을 의미한다.

## 같이 보기
- 환경영향평가
- 리스크 평가제도
- 건강증진
- 사전예방원칙
- 인구집단건강
- 공중보건
- 건강의 사회적 결정요인